# Jaromirowice
Jaromirowice (niem. Germersdorf, łuż. Germarojce) – wieś w Polsce położona w województwie lubuskim, w powiecie krośnieńskim, w gminie Gubin.
W latach 1975–1998 miejscowość administracyjnie należała do województwa zielonogórskiego.
Wieś Jaromirowice leży w obrębie Wzniesień Gubińskich. Nazywała się Jermersdorf w XV wieku. Wieś ulicowo – placowa z XV wieku. Zabudowa zwarta, mieszana – kalenicowo szczytowa. Należała do Brandenburgii w XVII wieku i znana jest z tego, że chronili się tutaj przed służbą wojskową młodzieńcy z Saksonii. Obecny układ wielodrożny. W 1816 roku włączona została do powiatu gubeńskiego i w tym samym roku przyłączona do Peitz. W pobliżu wsi powstała na terenie powiatu gubeńskiego pierwsza kopalnia węgla brunatnego. Jaromirowicka glina przyczyniła się do rozwoju przemysłu na terenie powiatu, której obecność pozwoliła na wybudowanie w obrębie wsi dziesięciu cegielni. Cegielnia Bährolda posiadała największy pierścieniowy piec. W 1952 roku wieś zamieszkiwało 335 osób na 74 gospodarstwach.
Wieś ma swój klub piłkarski LZS Alfa Jaromirowice (klub powstał w 1999 roku), który w sezonie 2008/09 występował również w klasie A, grupa: Zielona Góra I. Zespół rezerw (Alfa II) występuje natomiast w klasie B, grupa: Krosno Odrzańskie. W sezonie 2007/08 występował w klasie A, grupie I zielonogórskiej i ukończył rozgrywki na 5. miejscu. Zespół ma barwy żółto-zielone.